# Уиннебейго (тауншип, Миннесота)
Уиннебейго (англ. Winnebago) — тауншип в округе Хьюстон, Миннесота, США. На 2000 год его население составило 257 человек.

## География
По данным Бюро переписи населения США площадь тауншипа составляет 91,1 км², из которых 91,1 км² занимает суша, водоёмов нет.

## Демография
По данным переписи населения 2000 года здесь находились 257 человек, 94 домохозяйства и 67 семей.  Плотность населения —  2,8 чел./км².  На территории тауншипа расположено 108 построек со средней плотностью 1,2 построек на один квадратный километр. Расовый состав населения: 100,00 % белых. Испанцы или латиноамериканцы любой расы составляли 0,39 % от популяции тауншипа.
Из 94 домохозяйств в 30,9 % воспитывались дети до 18 лет, в 68,1 % проживали супружеские пары и в 28,7 % домохозяйств проживали несемейные люди. 26,6 % домохозяйств состояли из одного человека, при том 11,7 % из — одиноких пожилых людей старше 65 лет. Средний размер домохозяйства — 2,73, а семьи — 3,40 человека.
29,6 % населения — младше 18 лет, 7,0 % — в возрасте от 18 до 24 лет, 29,2 % — от 25 до 44, 23,3 % — от 45 до 64, и 10,9 % — старше 65 лет. Средний возраст — 37 лет. На каждые 100 женщин приходилось 123,5 мужчин.  На каждые 100 женщин старше 18 приходилось 118,1 мужчин.
Средний годовой доход домохозяйства составлял 38 750 долларов, а средний годовой доход семьи —  49 063 доллара. Средний доход мужчин —  23 542  доллара, в то время как у женщин — 19 250. Доход на душу населения составил 18 021 доллар. За чертой бедности находились 3,2 % семей и 8,0 % всего населения тауншипа, из которых 13,9 % младше 18 лет.